# Arinnitti

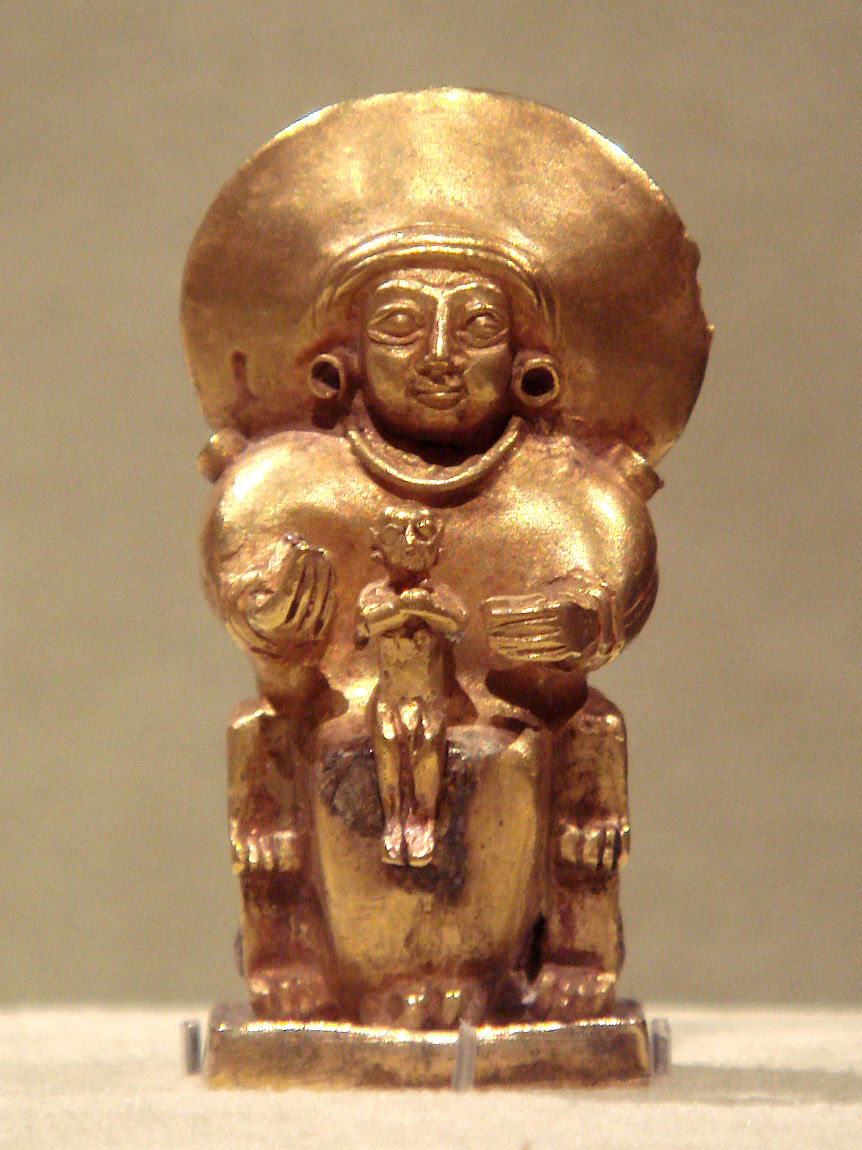
Diosa solar de Anatolia con su hijo, posible representación de Arinnitti, siglos XV-XIII a. C., Met.

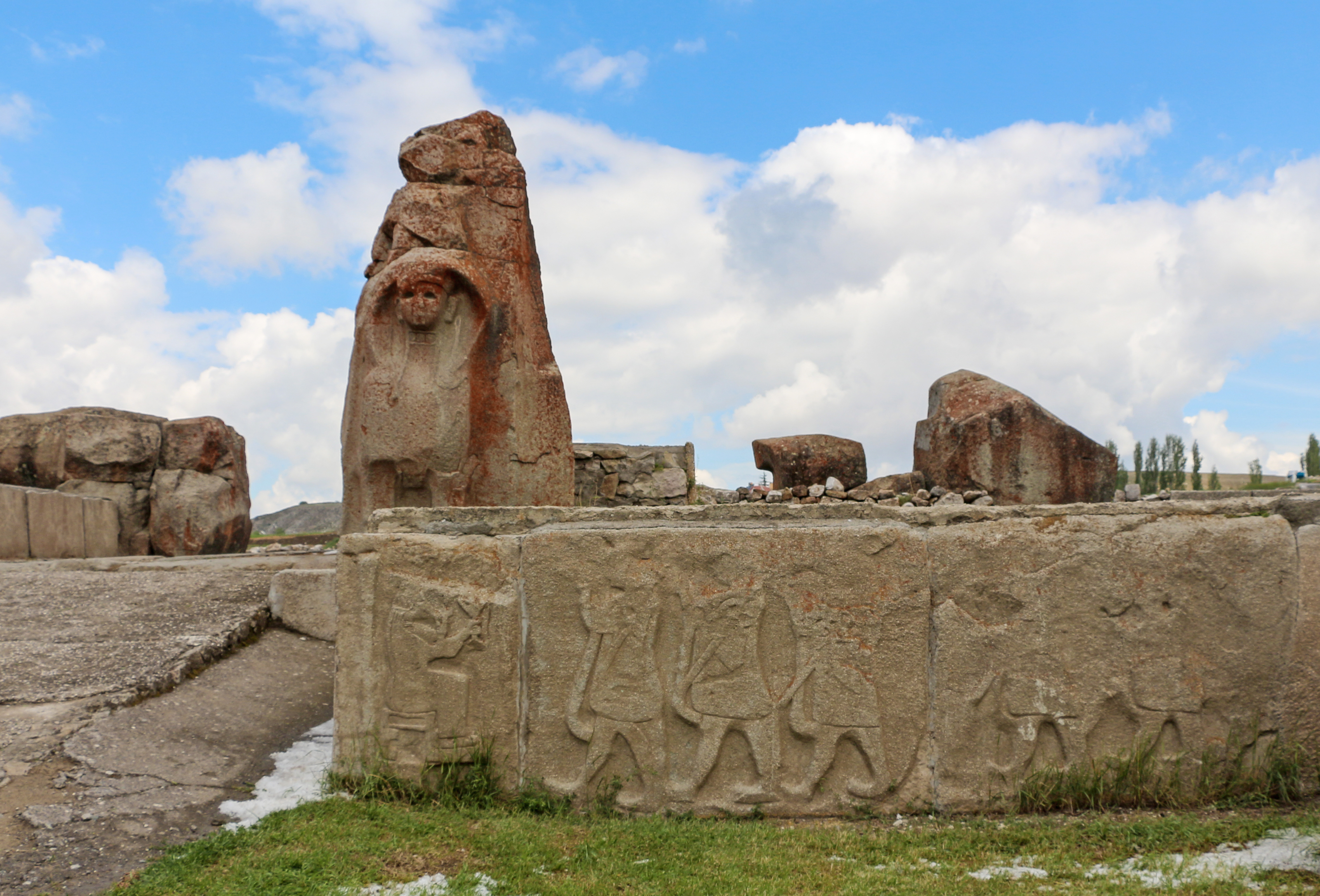
Bajorrelieve donde se representa a Arinnitti en Alacahöyük.

Arinnitti, también conocida como Diosa del sol de Arinna o a veces como Arinna, y en idioma hatti, Wurusemu junto con su marido el dios del clima Tarhun son los principales dioses de la mitología hitita. Fue la protectora del reino hitita y era llamada la 'Reina de todas las tierras'. Su principal centro de culto estaba en la ciudad sagrada de Arinna. 
Además de esta Diosa del sol de Arinna, los hititas adoraban a la Diosa del sol de la Tierra y al Dios del sol del Cielo, mientras que los luvitas adoraban al antiguo dios del sol proto-indo-europeo Tiwaz. Sin embargo, no se conoce, en la esfera cultural del norte de los primeros hititas, que hubiese ninguna deidad solar masculina.
Distinguir las diversas deidades solares en los textos es difícil porque la mayoría están escritas simplemente con el sumerograma dUTU (deidad solar). Por tanto, la interpretación de las deidades solares todavía sigue siendo tema de debate.

## Atributos
Los atributos de Arinnitti o Diosa del sol de Arinna eran el juicio justo, la misericordia y la autoridad real. La noción de 'sol' no se refiere directamente a una deidad solar, sino que es una noción hitita utilizada para remarcar la trascendencia de una deidad o un personaje, como el rey, que era llamado 'Sol'. Sin embargo, la identificación con el astro solar sigue siendo real, como lo demuestra el hecho de que en el tratado egipcio-hitita firmado entre Hattusili III y Ramsés II ella se corresponde con Ra.

## Familia y mitos
Arinnitti y el dios del clima Tarhun formaron una pareja que ocupó la posición de priviegio en el panteón de los hititas. En algunas leyendas, formarían una tríada sagrada del panteón hitita con su hijo Sarruma que se configuraría como la primera trinidad representada en las paredes rocosas de un santuario al aire libre, situado a 2 km al norte de Hattusa, la capital hitita.
Por otro lado, la hija de la pareja es Mezulla, de quien tuvieron a su nieta Zintuhi. Sus otros hijos fueron el Dios del clima de Nerik, el Dios del clima de Zippalanda y el dios de los cereales Telipinu. El águila era su mensajero. 
En los mitos, Arinnitti juega un papel menor. Un fragmento mítico hatiano registra la construcción de su casa en Lihzina, una importante ciudad de culto hitita. Otro fragmento del mito se refiere a su manzano: 

"Un manzano se encuentra al lado de un pozo y está cubierto de un color rojo-sangre. La Diosa del sol de Arinna lo vio y lo decoró con su brillante varita".
 KUB 28.6 Vs. I 10’-13’, II 10’-13’

## Origen y desarrollo
Aunque diosa solar, pudo haber tenido un carácter ctónico (inframundo) y de diosa madre en Anatolia, con símbolismo de la tierra y de la fertilidad. Arinnitti era originalmente de origen mitológico hattiano y fue adorada por estos en Eštan. Uno de sus epítetos en idioma hatti es el de Wurunšemu o Wurusemu, que puede significar 'Madre de la tierra'.
La "ciudad de los dioses", Arinna, fue donde se coronaron los primeros reyes hititas y estaba entre las tres ciudades santas del imperio. El nombre hattiano de la diosa fue transcrito por los hititas como Ištanu y Urunzimu. El epíteto 'de Arinna' o "la Arinniana", solo aparece durante el Reino Medio Hitita, para distinguirla como Diosa del Sol del masculino Dios del Sol del Cielo, que había sido adoptada por los hititas de su interacción con los hurritas.
Durante el Reino Nuevo Hitita, se identificó con la diosa siria-hurrita Hebat o Ḫepat cuando la reina hitita Puduhepa la considera su protectora y la menciona en sus plegarias usando ambos nombres: 

"Diosa del sol de Arinna, mi señora, ¡reina de todas las tierras! En la Tierra de Hatti, ordenaste que tu nombre fuera la 'Diosa del sol de Arinna', pero también en la tierra que hiciste la tierra del cedro, ordenaste que tu nombre fuera Hebat".
CTH 384

## Ideología real
Desde el Reino Antiguo Hitita, la Diosa del Sol de Arinna legitimó la autoridad del rey, junto con el dios del tiempo Tarhun. La tierra pertenecía a las dos deidades y al rey, que se referiría a la Diosa del Sol como 'Madre'. El rey Hattusili I sostendría a la Diosa del Sol en su regazo. Varias reinas dedicaron discos solares de culto a la diosa del Sol en la ciudad de Tahurpa. Durante el Reino Nuevo Hitita, se decía que la Diosa del Sol cuidaba del rey y su reino, con el rey como sacerdote y la reina como sacerdotisa. El rey hitita adoraba a la Diosa del Sol mediante preces diarias al atardecer. Los textos hititas conservan muchas oraciones a la Diosa del Sol de Arinna, conservándose la más antigua de Arnuwanda I, mientras que la más conocida es la oración de la reina Puduhepa, citada arriba.

## Culto
Se desconoce el lugar de culto original de la diosa. Una posible identificación es el sitio de Alacahöyük, donde se han encontrado bajorrelieves que representan escenas de fiestas religiosas que pudieron ser dedicadas a Arinnitti. Sin embargo, y de ahí su nombre, el templo más importante dedicado a ella estaba en la ciudad de Arinna y había otro en la ciudadela de Hattusa. La diosa era representada como un disco solar. En la ciudad de Tarhurpa fueron venerados varios de esos discos que habían sido donados por las reinas hititas. El rey Ulmi-Tessup de Tarhuntassa donaba un disco solar de oro, plata y cobre a la diosa cada año, junto con un toro y tres ovejas. También fue representada a menudo como una mujer y pueden ser representaciones suyas unas estatuillas de diosas sedentes con un halo.
El ciervo era un animal sagrado para la Diosa del Sol y la reina Puduhepa prometió darla muchos ciervos en sus plegarias. Los vasos de culto en forma de ciervo probablemente se usaron para adorar a la Diosa del Sol. También se piensa que están asociadas al culto de la Diosa del Sol las estatuillas doradas de ciervo de la Edad del Bronce Temprano, que se encontraron en medio del río Kizilirmak y que pertenecen al período cultural de Hatti.

## Istanu
No está claro si el nombre de Istanu o Ištanu es la forma hitita del nombre hatti Estan (Eštan), refiriéndose a la Diosa del sol de Arinna. Anteriormente se pensaba que Istanu era el nombre de un dios del sol masculino de los Cielos, pero estudios más recientes propugnan que este nombre solo se usaba para referirse a la Diosa del sol de Arinna. No obstante, el asiriólogo e hititólogo Volkert Haas sigue pensando que Istanu es el dios masculino que representa la  estrella de la mañana y Wurunsemu es la diosa femenina del sol de Arinna, que pasa sus noches en el inframundo.